# Lijst van politieke partijen in de Nederlandse Antillen
Hieronder volgt een lijst van politieke partijen in de voormalige Nederlandse Antillen (1986-2010).

## Partijen

### Curaçao
- Movementu Futuro Korsou
- Democratische Partij
- Forsa Kòrsou
- Partido Laboral Krusada Popular
- Lista Niun Paso Atras
- Nationale Volkspartij / Partido Nashonal di Pueblo
- Nos Patria
- Soshal Independiente
- Movishon Antia Nobo
- Partido Antiá Restrukturá
- Frente Obrero Liberashon 30 Di Mei 1969
- Pueblo Soberano
- Partido pa Adelanto I Inovashon Soshal

### Sint Maarten
- Democratische Partij Sint Maarten
- National Alliance
  - Sint Maarten Patriotic Alliance
  - National Progressive Party
- People's Progressive Alliance
- Sint Maarten Patriotic Alliance

### Bonaire
- Union Patriotico Bonairano
- Partido Demokrátiko Boneriano
- Partido Boneriano Sosial

### Sint Eustatius
- Democratic Party
- Progressive Labour Party

### Saba
- Windward Islands People's Movement